# Bacardi
Bacardi je společnost sídlící v San Juanu v Portoriku a Hamiltonu na Bermudách. Bacardi je zároveň druh světlého rumu, který tato společnost vyrábí. Společnost je jednou z největších rodinných společností na výrobu alkoholu a prodává více než 200 milionů lahví ročně.

## Historie

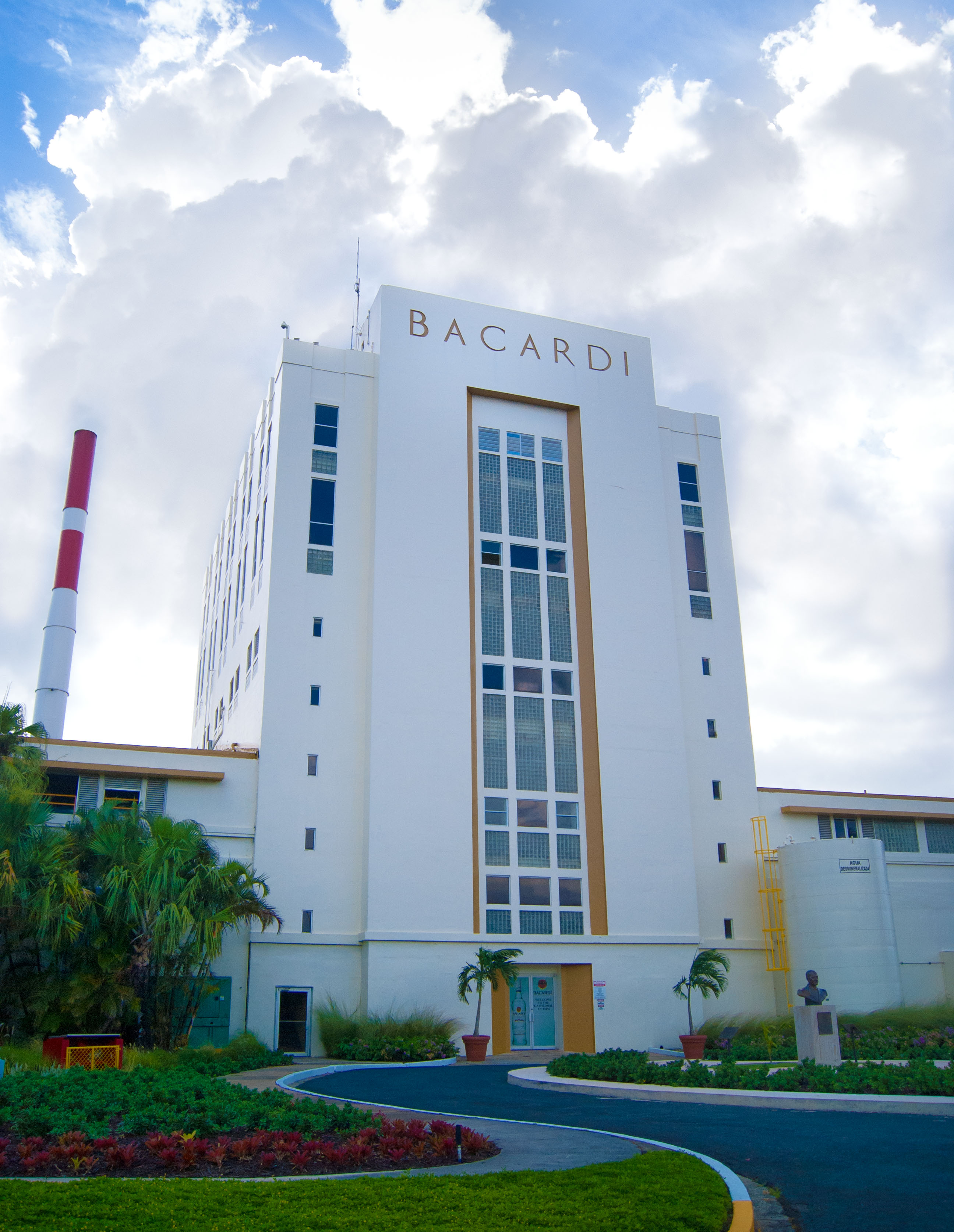
Rumová katedrála v palírně v Portoriku blízko San Juanu

Společnost založil Facundo Bacardí v Santiagu de Cuba v roce 1862. Během Kubánské války za nezávislost a po okupaci Kuby USA se stal rum Bacardi základem pro koktejly Cuba Libre a Daiquiri.
Na začátku 20. století otveřela společnost další pobočky v Barceloně a New Yorku. Americkou pobočku ale posléze musela zavřít kvůli prohibici a společnost místo ní postavila stáčecí závod v Mexico City a palírnu v Portoriku. Henri Schueg, ředitel společnosti Bacardi, dokázal uhájit jméno Bacardi i pro produkty vyrobené mimo Kubu. Společnost dosáhla velkých úspěchů, což se projevilo například stavbou Edificio Bacardí (budova Bacardi) v Havaně, která je stále jednou z nejpozoruhodnějších budov stylu Art Deco v Havaně.

Budova Bacardi v Havaně

Po převratu na Kubě vláda majetek Bacardi znárodnila a rodina opustila Kubu. Bacardi odmítla nabízené vyrovnání a uchovala si svoji značku nadále produkovanou z Portorika. Společnost dodává rum pod značkou Havana Club do Spojených států, leč nejde o identický rum, který je znám pod značkou Havana Club, která svůj světoznámý rum dodnes vyrábí na Kubě.

## Znak
Znakem Bacardi je kaloň, jenž prý žil v podkroví první palírny Bacardi a živil se ovocem.

## Úspěchy
Mnoho produktů bylo oceněno medailemi různých mezinárodních organizací. Bacardi 8, Bacardi Reserva Limitada a Bacardi Gold Získaly ocenění 'International High Quality Trophy' z mezinárodní soutěže pro kvalitu, organizované Monde Selection , 2010.

## Nápoj
Bacardi je rum, destilát z cukrové třtiny z oblasti Antil.

## Sponzoring války na Ukrajině
V březnu 2022, po ruské invazi na Ukrajinu, společnost oznámila, že zastaví veškerý export do Ruska a zmrazí investiční a reklamní programy. Namísto dodržení slibu společnost zvýšila export do Ruska a ztrojnásobila zisky. Od léta 2023 Bacardi nadále rozšiřovala podnikání v Rusku a hledala nové zaměstnance pro svou ruskou pobočku. Když si nesplněného slibu povšimla média, příslib zmizel z webových stránek společnosti. 10. srpna 2023 přidaly ukrajinské úřady Bacardi na seznam mezinárodních sponzorů války.